# Wok-WM

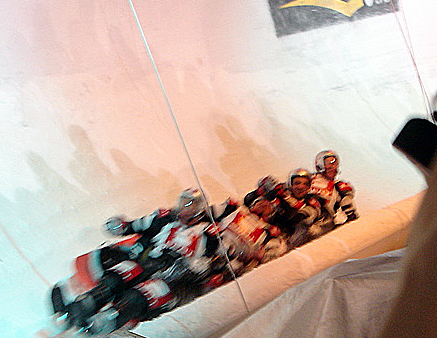
SEAT-Hackl-4er-Wok-Team im Zieleinlauf. Wok-WM 2006 in Innsbruck.

Die Wok-WM oder Wok-Weltmeisterschaft ist ein von 2003 bis 2015 und seit 2022 durchgeführter Wettbewerb, bei dem die Athleten mit einem modifizierten asiatischen Wok eine Rennrodel- und Bobbahn befahren. Es gibt jeweils ein Einzelrennen („Einer-Wok“) und einen Mannschaftswettbewerb („Vierer-Wok“) mit jeweils zwei Durchgängen. Der Wok-Sport wird in der Regel nur im Rahmen der Sendung TV total praktiziert.
Der jährlich ausgetragene Wettbewerb wird vom deutschen Privatsender ProSieben live ausgestrahlt, seit 2009 wird die Sendung als Dauerwerbesendung deklariert. Sie ist wie alle Sport-Veranstaltungen von TV total prinzipiell wie eine reguläre Sport-Übertragung aufgebaut, jedoch sind nahezu alle Teilnehmer Prominente aus den Bereichen Sport und Unterhaltung, zudem spielen humoristische sowie musikalische Elemente eine tragende Rolle. Die Titelmusik ist Olympic Fanfare and Theme von John Williams, das ursprünglich für die Olympischen Sommerspiele 1984 komponiert wurde.

## Geschichte

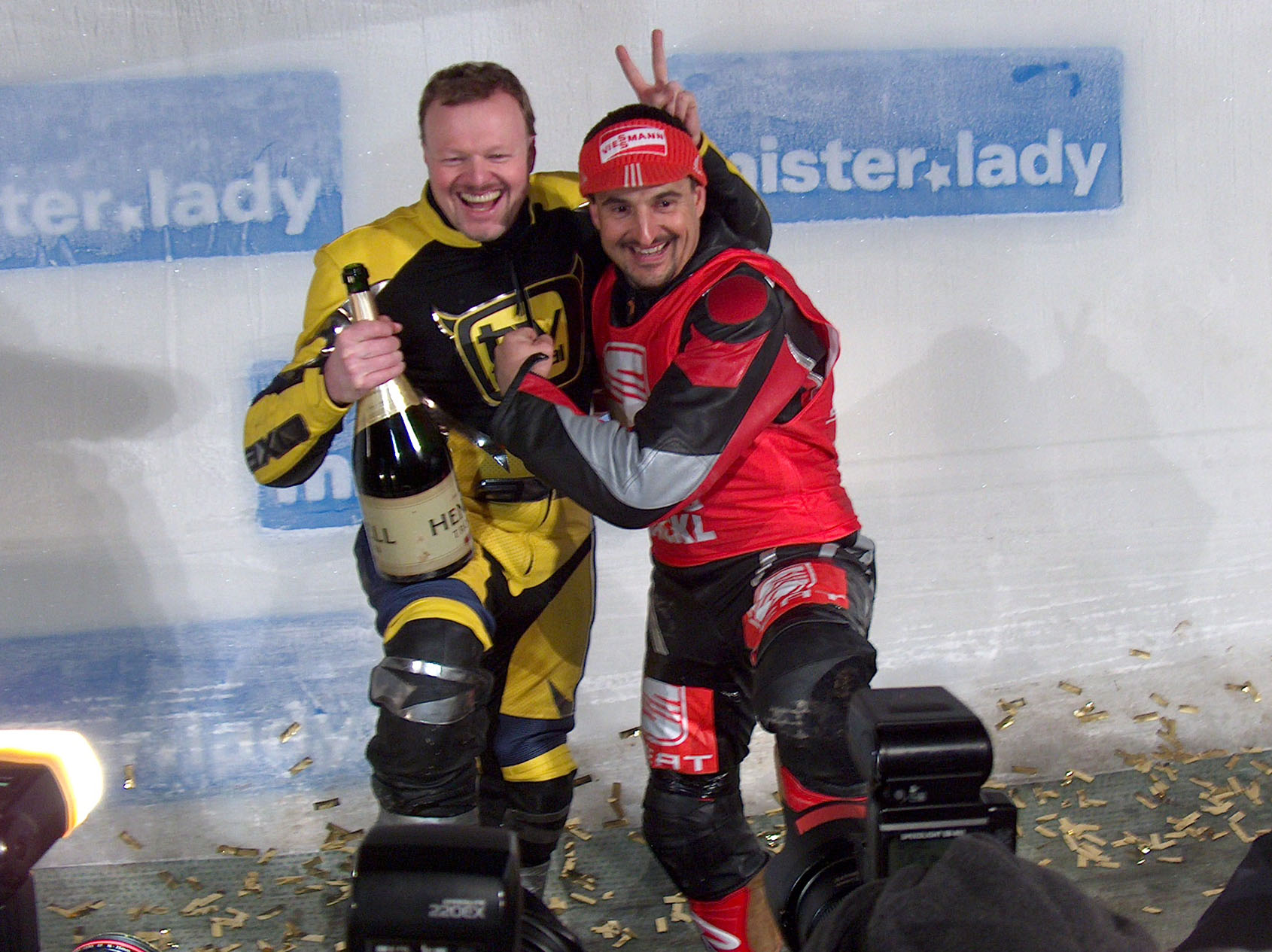
Stefan Raab und Georg Hackl bei der Wok-WM 2008

Bei seiner Teilnahme an der ZDF-Sendung Wetten, dass..? am 22. Februar 2003 bot Stefan Raab als Einsatz einer Wette, bei der ein Auto die Naturrodelbahn in Unterammergau hinabfuhr, an, eine Bobbahn mit einem Wok zu befahren. Obwohl er die Wette gewann, löste er seinen Wetteinsatz ein. Er fuhr einen Teil der Bob- und Rodelbahn in Winterberg in einem chinesischen Wok hinab. Raab inszenierte daraufhin am 6. November 2003 die Fernsehsendung „1. offizielle Wok-Weltmeisterschaft“ (Wok-WM), aus der er selbst als Sieger im Einer-Wok hervorging. Das Rennen im Vierer-Wok gewannen Dick Brave and the Backbeats.
Aufgrund der hohen Einschaltquoten der ersten Veranstaltung wurde bereits vier Monate später die zweite Wok-WM veranstaltet. Hierbei siegten der aus dem Rodelsport bekannte Georg Hackl im Einer-Wok und die Mannschaft des Senders ProSieben im Vierer-Wok.
Die dritte Wok-WM fand am 5. März 2005 wiederum in Winterberg statt. Im Gegensatz zu den bisherigen Wettbewerben wurden jeweils zwei Läufe ausgetragen und die Zeiten addiert. Aufgrund des kommerziellen Erfolgs der ersten beiden Sendungen wurden die Teams erstmals nach Sponsoren benannt und jedem Vierer-Wok ein Einer-Wok zugeordnet. Eine weitere Premiere dieses Wettbewerbs war das am Vorabend ausgetragene Qualifying, bei dem durch einen Sprung von einer Trickski-Schanze die Reihenfolge der Startplätze ermittelt wurde. Eine Besonderheit unter den Teams dieser Wok-WM war die Jamaikanische Bobmannschaft, die Platz 4 in der Gesamtwertung im Vierer-Wok erreichte. Zwischen 2005 und 2010 durfte jeweils ein Zuschauer mit einer Wildcard mitfahren.
Am 11. März 2006 fand die vierte Wok-WM in Innsbruck statt, bei der sich Joey Kelly seinen ersten Einzel-Titel sicherte. Am 9. März 2007 in Innsbruck sowie am 8. März 2008 in Altenberg gewann Georg Hackl die dritte und vierte Goldmedaille im Einer-Wok. Die 7. Wok-WM wurde am 7. März 2009 in Winterberg ausgetragen, gefolgt von der 8. Wok-WM am 19. März 2010 in Oberhof. Am 12. März 2011 fand die 9. Wok-WM – wie schon 2004, 2006 und 2007 – auf dem Olympia Eiskanal Igls in Innsbruck statt.
Acht Teilnehmer gewannen eine Medaille in der Einer-Disziplin: Georg Hackl, Joey Kelly, Stefan Raab, Lucy Diakovska, Felix Loch, Christian Clerici, Armin Zöggeler und Detlef D! Soost.

## Der Wok
Das Sportgerät selber ist grundsätzlich ein herkömmlicher, handgearbeiteter Wok aus Stahlblech, wie er für Großküchen verwendet wird. Der Durchmesser beträgt 66 cm, die Wandstärke circa 2 mm. Um den Wok renntauglich zu machen, wird in den Boden der Schüssel seit 2003 ein unverändertes Dämpfungselement aus Polyurethan eingebaut, das neben der Vibrationsdämpfung gleichzeitig das Eindellen des Woks während der Fahrt verhindert. Auf den oberen Rand des Woks wird zum Schutz ein aufgeschnittener PU-Schlauch befestigt, über den ein Schaumstoffmaterial kaschiert wird.
Bis 2009 wurden die Teilnehmer dazu ermuntert, selbstständig „Tuning“-Maßnahmen an ihren Woks vorzunehmen. Lediglich Georg Hackl wurde im Laufe der vierten Wok-WM kurzfristig verboten, mit seiner Wok-Spezialanfertigung aus Schlittschuhkufenstahl an den Start zu gehen. Bei der sechsten Wok-WM wurden erstmals Regeln bezüglich einer Gewichtsbegrenzung eingeführt. Wok und Fahrer durften im Einer-Wok insgesamt höchstens 138 kg und im Vierer-Wok maximal 490 kg wiegen. Diese Regel wurde bei der 7. Wok-WM für Jumbo Schreiner geändert, da dieser alleine 158 kg auf die Waage brachte.
Aufgrund der im Jahr 2009 erreichten hohen Geschwindigkeiten und der damit verbundenen Gefahren dürfen seit 2010 keine Veränderungen am Wok mehr vorgenommen werden, die über ein Polieren und Erhitzen des Woks zur Verringerung des Widerstands und das Zuladen von Gewicht am Körper des Fahrers bis zum Gewicht des schwersten Teilnehmers hinausgehen.

## Moderation
| Nr. | Datum         | Austragungsort                                         | Moderator           | 1. Co-Moderator | 2. Co-Moderator           | 3. Co-Moderator      | Kommentator  |
| --- | ------------- | ------------------------------------------------------ | ------------------- | --------------- | ------------------------- | -------------------- | ------------ |
| 1   | 6. Nov. 2003  | Bobbahn Winterberg, Winterberg                         | Kai Pflaume         | Sonya Kraus     | Oliver Pocher             | –                    | Ron Ringguth |
| 2   | 4. März 2004  | Olympia Eiskanal Igls, Innsbruck                       | Kai Pflaume         | Sonya Kraus     | Oliver Pocher             | –                    | Ron Ringguth |
| 3   | 5. März 2005  | Bobbahn Winterberg, Winterberg                         | Kai Pflaume         | Sonya Kraus     | Oliver Pocher             | Mirjam Weichselbraun | Ron Ringguth |
| 4   | 11. März 2006 | Olympia Eiskanal Igls, Innsbruck                       | Oliver Welke        | Sonya Kraus     | Matthias Opdenhövel       | –                    | Ron Ringguth |
| 5   | 9. März 2007  | Olympia Eiskanal Igls, Innsbruck                       | Oliver Welke        | Sonya Kraus     | Matthias Opdenhövel       | –                    | Ron Ringguth |
| 6   | 8. März 2008  | Rennschlitten- und Bobbahn Altenberg, Altenberg        | Oliver Welke        | Sonya Kraus     | Matthias Opdenhövel       | –                    | Ron Ringguth |
| 7   | 7. März 2009  | Bobbahn Winterberg, Winterberg                         | Oliver Welke        | Sonya Kraus     | Matthias Opdenhövel       | –                    | Ron Ringguth |
| 8   | 19. März 2010 | Rennrodelbahn Oberhof, Oberhof                         | Matthias Opdenhövel | Sonya Kraus     | Carolin Kebekus           | –                    | Ron Ringguth |
| 9   | 12. März 2011 | Olympia Eiskanal Igls, Innsbruck                       | Matthias Opdenhövel | Sonya Kraus     | Mirjam Weichselbraun      | –                    | Ron Ringguth |
| 10  | 10. März 2012 | Kunsteisbahn Königssee, Schönau am Königssee           | Steven Gätjen       | Sonya Kraus     | Matze Knop                | –                    | Ron Ringguth |
| 11  | 2. März 2013  | Rennrodelbahn Oberhof, Oberhof                         | Steven Gätjen       | Sonya Kraus     | Matze Knop                | –                    | Ron Ringguth |
| 12  | 8. März 2014  | Deutsche Post Eisarena Königssee, Schönau am Königssee | Steven Gätjen       | Rebecca Mir     | Matze Knop                | –                    | Ron Ringguth |
| 13  | 14. März 2015 | Olympia Eiskanal Igls, Innsbruck                       | Steven Gätjen       | Sophia Thomalla | Matze Knop                | –                    | Ron Ringguth |
| 14  | 12. Nov. 2022 | Veltins-Eisarena, Winterberg                           | Elton               | Sophia Thomalla | Christoph „Icke“ Dommisch | –                    | Ron Ringguth |
| 15  | 11. Nov. 2023 | Veltins-Eisarena, Winterberg                           | Elton               | Sophia Thomalla | Bastian Bielendorfer      | Özcan Coşar          | Ron Ringguth |
| 16  | 9. Nov. 2024  | Veltins-Eisarena, Winterberg                           | Steven Gätjen       | Andrea Kaiser   | Khalid Bounouar           | –                    | Ron Ringguth |

## Statistik der Weltmeisterschaften

### 1. Wok-Weltmeisterschaft 2003
Die 1. Wok-WM fand am 6. November 2003 in Winterberg statt und wurde von Kai Pflaume moderiert. Sonya Kraus und Oliver Pocher führten als Co-Moderatoren Interviews mit den Beteiligten. H. P. Baxxter von Scooter brach sich den Arm. Als Konsequenz mussten einige Konzerte der Deutschland-Tour von Scooter verschoben werden. Die Show wurde von durchschnittlich 4,54 Millionen Zuschauern gesehen (16,3-%-Marktanteil). In der Zielgruppe der 14- bis 49-Jährigen konnten 3,64 Millionen Zuschauer gemessen werden (29,7-%-Marktanteil).

#### Teilnehmer
| Team        | Einer-Wok              | Vierer-Wok                                                               |
| ----------- | ---------------------- | ------------------------------------------------------------------------ |
| TV total    | Stefan Raab            | Stefan Raab, Claus Fischer, César Perez, Wolfgang Dalheimer (heavytones) |
| Comedy      | Elton                  | Ausbilder Schmidt, Mario Barth, Elton, Simon Gosejohann                  |
| Ladykracher | Katy Karrenbauer       | Guido Hammesfahr, Bettina Lamprecht, Katja Liebing, Angela Sandritter    |
| Sport       | Axel Schulz            | René Hiepen, Tim Lobinger, Sylke Otto, Peter Schlickenrieder             |
| VIVA        | Joey Kelly             | Collien Fernandes, Milka Loff Fernandes, Janin Reinhardt, Tobias Schlegl |
| Pop         | Jasmin Wagner          | Ben, Oliver Petszokat, Detlef D! Soost, Jasmin Wagner                    |
| Popstars    | Detlef D! Soost        | Overground                                                               |
|             | Sasha                  | Dick Brave and the Backbeats                                             |
|             | Dirk Flacke (Wildcard) | Scooter                                                                  |

#### Gewinner
| Platz | Einerwok        | Viererwok                                                                           |
| ----- | --------------- | ----------------------------------------------------------------------------------- |
| 1     | Stefan Raab     | Dick Brave and the Backbeats (Sasha, Andre Tolba, Felix Wiegand, Martell Beigang)   |
| 2     | Joey Kelly      | VIVA Wok (Collien Fernandes, Milka Loff Fernandes, Janin Reinhardt, Tobias Schlegl) |
| 3     | Detlef D! Soost | Sport Wok (René Hiepen, Tim Lobinger, Sylke Otto, Peter Schlickenrieder)            |

### 2. Wok-Weltmeisterschaft 2004
Die 2. Wok-WM fand am 4. März 2004 in Innsbruck statt und wurde wie im Vorjahr von Kai Pflaume, Oliver Pocher und Sonya Kraus moderiert. Die Show wurde von durchschnittlich 4,98 Millionen Zuschauern gesehen (bei einem Marktanteil von 19,7 %). In der Zielgruppe der 14- bis 49-Jährigen konnten 3,86 Millionen Zuschauer gemessen werden (bei einem Marktanteil von 33,7 %).
Showacts waren Thomas Anders und Max Mutzke.

#### Teilnehmer
| Team         | Einer-Wok               | Vierer-Wok                                                               |
| ------------ | ----------------------- | ------------------------------------------------------------------------ |
| TV total     | Stefan Raab             | Stefan Raab, Elton, Herbert Jösch, Wolfgang Dalheimer (heavytones)       |
| SSDSGPS      | Elton                   | Olivera Brkic, Vanessa Henning, Bonita, Alexandra Schröder               |
| ProSieben    | Joey Kelly              | Dominik Bachmair, Stefan Gödde, Joey Kelly, Ralf Zacherl                 |
| Sat.1        | Urs Rohner              | Aleksandra Bechtel, Mirja Boes, Matthias Opdenhövel, Britt Reinecke      |
| Red Nose Day | Axel Stein              | Ausbilder Schmidt, Simon Gosejohann, Bernhard Hoëcker, Axel Stein        |
| MTV          | Georg Hackl             | Georg Hackl, Charlotte Karlinder, Vanessa Struhler, Mirjam Weichselbraun |
| Comeback     | Thomas Anders           | Benjamin Boyce, Haddaway, Markus Mörl, Emilia Rydberg                    |
| Ladies       | Sandy Mölling           | Wolke Hegenbarth, Jana Ina, Juliette Schoppmann, Jasmin Wagner           |
| Sport        | Sylke Otto              | Susi Erdmann, Silke Kraushaar, Christoph Langen, Sylke Otto              |
| Ösi          | DJ Ötzi                 | DJ Ötzi, Marcel Maderitsch, Rainer Schönfelder, Christina Stürmer        |
| Jamaika      | Grischa Lenz (Wildcard) | Clive McDonald, Ricky McIntosh, Wayne Thomas, Winston Watt               |

#### Gewinner
| Platz | Einerwok    | Viererwok                                                                        |
| ----- | ----------- | -------------------------------------------------------------------------------- |
| 1     | Georg Hackl | ProSieben (Dominik Bachmair, Stefan Gödde, Joey Kelly, Ralf Zacherl)             |
| 2     | Joey Kelly  | Comeback (Benjamin Boyce, Haddaway, Markus Mörl, Emilia Rydberg)                 |
| 3     | Stefan Raab | Red Nose Day (Ausbilder Schmidt, Simon Gosejohann, Bernhard Hoëcker, Axel Stein) |

### 3. Wok-Weltmeisterschaft 2005
Die 3. Wok-WM fand am 5. März 2005 in Winterberg statt. Durch die Sendung führte Kai Pflaume, unterstützt von Sonya Kraus im Zielbereich, Oliver Pocher am Start und erstmals Mirjam Weichselbraun als Reporterin am Eiskanal. Die Show wurde von durchschnittlich 3,96 Millionen Zuschauern bei einem Marktanteil von 14,5 Prozent gesehen. In der Zielgruppe der 14- bis 49-Jährigen wurden 2,95 Millionen Zuschauer gemessen, was einem Marktanteil von 26 Prozent entspricht.
Für einen Eklat sorgte Sido. Dieser rauchte im Wok sitzend vor laufenden Kameras am Start einen Joint neben Oliver Pocher, was wiederum von Moderator Kai Pflaume mit Kopfschütteln und Worten der Verständnislosigkeit kommentiert wurde.
Showacts waren Sarah Connor und Die Fantastischen Vier.

#### Teilnehmer
| Team                          | Einer-Wok             | Vierer-Wok                                                                     |
| ----------------------------- | --------------------- | ------------------------------------------------------------------------------ |
| Bravo                         | Sido                  | Gracia Baur, André Lange, Olivia Richter, Katrin Siska                         |
| Fisherman’s Friend Profi-Team | Georg Hackl           | Georg Hackl, Silke Kraushaar, Christoph Langen, Dirk Löwer (Wildcard)          |
| Geha Popstars-Team            | Lucy Diakovska        | Kristina Dörfer, Doreen Steinert, Markus Grimm, Patrick Boinet – Nu Pagadi     |
| Sportwetten Gera              | Dariusz Michalczewski | Sven Hannawald, Dariusz Michalczewski, Thomas Rupprath, Axel Schulz            |
| Nissan Racing Team            | Elton                 | Elton, Simon Gosejohann, Axel Stein, Julia Mittelstädt (Wildcard)              |
| IKEA TV-Team                  | Brösel                | Peter Imhof, Ingo Naujoks, Miriam Pielhau, Tim Sander                          |
| ProSieben                     | Joey Kelly            | Charlotte Engelhardt, Stefan Gödde, Lukas Hilbert, Joey Kelly                  |
| TV total                      | Stefan Raab           | Maximilian Mutzke, Stefan Raab, Herbert Jösch, Dominik Krämer (heavytones)     |
| Jamaika                       | Winston Watt          | Clive McDonald, Ricky McIntosh, Wayne Thomas, Winston Watt                     |
| Red Nose Day                  | Smudo                 | Mirja Boes, Matthias Opdenhövel, Lars Niedereichholz & Ande Werner (Mundstuhl) |

#### Gewinner
| Platz | Einerwok    | Viererwok                                                                              |
| ----- | ----------- | -------------------------------------------------------------------------------------- |
| 1     | Georg Hackl | ProSieben (Charlotte Engelhardt, Stefan Gödde, Lukas Hilbert, Joey Kelly)              |
| 2     | Stefan Raab | TV total (Maximilian Mutzke, Stefan Raab, Herbert Jösch, Dominik Krämer (heavytones))  |
| 3     | Joey Kelly  | Nissan Racing Team (Elton, Simon Gosejohann, Axel Stein, Julia Mittelstädt (Wildcard)) |

### 4. Wok-Weltmeisterschaft 2006
Die 4. Wok-WM fand am 11. März 2006 in Innsbruck statt. Wie bereits in der Wok-WM-2004 wurde einen Tag zuvor, ein Qualifying gesendet. Moderator der Sendung war Oliver Welke unterstützt von Matthias Opdenhövel und Sonya Kraus. Die Show wurde von durchschnittlich 3,28 Millionen Zuschauern gesehen (11,4 % Marktanteil). In der Zielgruppe der 14- bis 49-Jährigen konnten 2,52 Millionen Zuschauer gemessen werden (20,7 Prozent Marktanteil).
Showacts waren Pink, Sean Paul und DJ BoBo & Sandra.

#### Teilnehmer
| Team                         | Einer-Wok       | Vierer-Wok                                                                     |
| ---------------------------- | --------------- | ------------------------------------------------------------------------------ |
| TV total                     | Stefan Raab     | Stefan Raab, Alfonso Garrido, Dominik Krämer, Rüdiger Baldauf (heavytones)     |
| ProSieben Märchen-Wok        | Bruce Darnell   | Charlotte Engelhardt, Stefan Gödde, Bernhard Hoëcker, Axel Stein               |
| Team Austria                 | Markus Prock    | Felix Baumgartner, Christian Clerici, Michael Konsel, Mirjam Weichselbraun     |
| Storck Riesen Show-Wok       | Joey Kelly      | DJ BoBo, Pierre Geisensetter, Ruth Moschner, Detlef D! Soost                   |
| Fisherman’s Friend Gold-Wok  | André Lange     | Susi Erdmann, Sandra Kiriasis, Silke Kraushaar, Christoph Langen               |
| Frosta Elton & Friends       | Elton           | Elton, Lars Niedereichholz & Ande Werner (Mundstuhl), Astrid Rosier (Wildcard) |
| mister*lady jeans Ladies-Wok | Christina Surer | Isabelle Knispel, Alida Kurras, Nandini Mitra, Sabine Pfeifer                  |
| Bärenmarke Musik-Wok         | Smudo           | Ben, Johanna Klum, Ole Tillmann, Giovanni Zarrella                             |
| betandwin Sport-Wok          | Sven Hannawald  | Markus Beyer, Bjørn Dunkerbeck, Dieter Thoma, Mark Warnecke                    |
| Seat Hackl-Wok               | Georg Hackl     | Kai Böcking, Norbert Dobeleit, Simon Gosejohann, Patrik Kühnen                 |

#### Gewinner
| Platz | Einerwok    | Viererwok                                                                                      |
| ----- | ----------- | ---------------------------------------------------------------------------------------------- |
| 1     | Joey Kelly  | Fisherman’s Friend Gold-Wok (Susi Erdmann, Sandra Kiriasis, Silke Kraushaar, Christoph Langen) |
| 2     | Georg Hackl | Seat Hackl-Wok (Kai Böcking, Norbert Dobeleit, Simon Gosejohann, Patrik Kühnen)                |
| 3     | Stefan Raab | betandwin Sport-Wok (Markus Beyer, Bjørn Dunkerbeck, Dieter Thoma, Mark Warnecke)              |

### 5. Wok-Weltmeisterschaft 2007
Die Qualifikation zur 5. Wok-WM fand am 8. März 2007 statt. Diese sahen insgesamt 1,31 Millionen Zuschauer, bei 10,4 Prozent Marktanteil. In der Gruppe der 14-bis 49-Jährigen sahen 1,06 Millionen zu (18,0 Prozent Marktanteil). Die Wok-WM fand am 9. März 2007 in Innsbruck statt. Die Show wurde von durchschnittlich 2,70 Millionen Zuschauern bei 11,4 Prozent Marktanteil gesehen. In der Zielgruppe der 14- bis 49-Jährigen konnten 2,03 Millionen Zuschauer gemessen werden (20,8 Prozent Marktanteil).
Als Showacts traten Mando Diao, Die Fantastischen Vier und Monrose auf. Moderator der Sendung war Oliver Welke. Sonya Kraus befand sich wie in den Vorjahren am Ende der Eisbahn, um ankommende Fahrer zu interviewen. Matthias Opdenhövel befragte die Prominenten am Start.
Dero, der Sänger von Oomph!, erlitt bei seiner Fahrt im Vierer-Wok, nachdem sein Kopf bei der Ausfahrt aus Kurve 9 gegen die Bande schlug, eine Gehirnerschütterung, sodass eine zweite Fahrt mit dem Wildcard-Gewinner Peter, der Sängerin Marta Jandová und seinem Bandkollegen Crap nicht mehr möglich war. Stattdessen fuhren Joey Kelly und zwei Mechaniker des Pick-Up-Teams die zweite Fahrt.

#### Teilnehmer
| Team                        | Teilnehmer im Einer-Wok   | Teilnehmer im Vierer-Wok                                              |
| --------------------------- | ------------------------- | --------------------------------------------------------------------- |
| TV total                    | Stefan Raab               | Björn Dunkerbeck, André Lange, Stefan Raab, Detlef D! Soost           |
| ProSieben Star Force        | Daniel Aminati            | Charlotte Engelhardt, Max Giermann, Alida Lauenstein, Susanne Pätzold |
| Neckermann.de Gold-Wok      | Susi Erdmann              | Sandra Kiriasis, Silke Kraushaar, Christoph Langen, David Möller      |
| Burger King Elton & Friends | Elton                     | Elton, Lars Niedereichholz & Ande Werner (Mundstuhl), Ingo Naujoks    |
| Seat Sport-Wok              | Georg Hackl               | Markus Beyer, Sven Hannawald, Susianna Kentikian, Christina Surer     |
| Arena TV                    | Isabella Müller-Reinhardt | Karl Angerer, Norbert Dobeleit, Hansi Küpper, Tom Scheunemann         |
| mister*lady Fanta-4-Wok     | Simon Gosejohann          | And.Ypsilon, Michi Beck, Smudo, Thomas D                              |
| Bärenmarke Moderatoren-Wok  | Christian Clerici         | Patrice Bouédibéla, Klaas Heufer-Umlauf, Alexander Hold, Ole Tillmann |
| McFit Power-Wok             | Sasha                     | Sebastian Hellmann, Tim Lobinger, Jürgen Milski, Ruth Moschner        |
| Pick Up Musik-Wok           | Joey Kelly                | Dero & Crap von Oomph!, Marta Jandová, Peter Mölleken (Wildcard)      |

#### Gewinner
| Platz | Einerwok    | Viererwok                                                                          |
| ----- | ----------- | ---------------------------------------------------------------------------------- |
| 1     | Georg Hackl | Seat Sport-Wok (Markus Beyer, Sven Hannawald, Susianna Kentikian, Christina Surer) |
| 2     | Joey Kelly  | mister*lady Fanta 4-Wok (And.Ypsilon, Michael Beck, Smudo, Thomas D)               |
| 3     | Stefan Raab | TV total (Bjørn Dunkerbeck, André Lange, Stefan Raab, Detlef D! Soost)             |

### 6. Wok-Weltmeisterschaft 2008
Die 6. Wok-WM fand am 8. März 2008 auf der Rennschlitten- und Bobbahn in Altenberg (Sachsen) statt, die wegen ihres steilen Starts (Power-Tower) als besonders anspruchsvoll gilt. Reiner Calmund löste seine Wettschuld aus dem Vorjahr ein und fuhr im Einer-Wok – allerdings außer Konkurrenz, da er das bei dieser Wok-WM erstmals eingeführte Gewichtslimit von 130 kg überschritt.
Bei dieser Wok-WM erreichte Stefan Raab erstmals seit Austragung des Wettbewerbs im Einer-Wok keinen der ersten drei Plätze. Der Musik-Wok blieb im zweiten Lauf als erster Wok der WM-Geschichte auf der Bahn stecken. Beim ProSieben-Wok wurden die beiden Frauen im zweiten Lauf durch Jan Stecker und Joey Kelly ersetzt.
Die sechste Wok-WM wurde von 2,88 Millionen Zuschauern verfolgt. Damit konnte die Show einen Marktanteil von 12 Prozent erreichen. In der werberelevanten Zielgruppe sahen 2,20 Millionen Menschen, was einem Marktanteil von 21,5 Prozent entspricht, die Sendung. Moderiert wurde die Sendung von Oliver Welke, Sonya Kraus und Matthias Opdenhövel.
Musikgäste waren Fettes Brot mit „Bettina, zieh dir bitte etwas an“, Stefanie Heinzmann mit „My Man is a mean Man“ und Enrique Iglesias mit „Tired Of Being Sorry“.

#### Teilnehmer
| Team                     | Einer-Wok         | Vierer-Wok                                                               |
| ------------------------ | ----------------- | ------------------------------------------------------------------------ |
| TV total                 | Stefan Raab       | Stefan Raab, Herbert Jösch, Alfonso Garrido, Dominik Krämer (heavytones) |
| Burger King              | Elton             | Elton, Pierre Geisensetter, Estefania Küster, Axel Stein                 |
| mister*lady Musik-Wok    | Das Bo            | Ben, Stefanie Heinzmann, Patrick Nuo, Sascha Schmitz                     |
| neckermann.de Ladies-Wok | Alida Lauenstein  | Fiona Erdmann, Alida Lauenstein, Ruth Moschner, Tialda van Slogteren     |
| Vitalis Sport-Wok        | Joey Kelly        | Frank Buschmann, Bjørn Dunkerbeck, Susianna Kentikian, Sven Ottke        |
| Frosta Gold-Wok          | Sylke Otto        | Susi Erdmann, Silke Kraushaar, Christoph Langen, Felix Loch              |
| ProSieben Star Force     | Jan Stecker       | Stefan Gödde, Silvia Incardona, Nils Julius, Verena Wriedt               |
| HRS.de TV-Wok            | Christian Clerici | Klaas Heufer-Umlauf, Alexander Hold, Jürgen Milski, Ralf Zacherl         |
| Merkur Comedy-Wok        | Brösel            | Tom Gerhardt, Carolin Kebekus, Olaf Schubert, Serdar Somuncu             |
| Seat Weltmeister-Wok     | Georg Hackl       | Georg Hackl, Sven Hannawald, Christina Surer, Alex Wiedemann (Wildcard)  |

#### Gewinner
| Platz | Einerwok          | Viererwok                                                                                      |
| ----- | ----------------- | ---------------------------------------------------------------------------------------------- |
| 1     | Georg Hackl       | Frosta Gold-Wok (Susi Erdmann, Silke Kraushaar, Christoph Langen, Felix Loch)                  |
| 2     | Christian Clerici | Seat Weltmeister-Wok (Georg Hackl, Sven Hannawald, Christina Surer, Alex Wiedemann (Wildcard)) |
| 3     | Joey Kelly        | HRS.de TV-Wok (Klaas Heufer-Umlauf, Alexander Hold, Jürgen Milski, Ralf Zacherl)               |

### 7. Wok-Weltmeisterschaft 2009
Die 7. Wok-WM fand am 7. März 2009 in Winterberg statt, wo 2003 bereits die erste und 2005 die dritte Weltmeisterschaft ausgetragen wurde. Moderiert wurde die Sendung von Oliver Welke, unterstützt von Sonya Kraus am Ziel und Matthias Opdenhövel am Start. Für die Teilnahme des mehr als 150 kg schweren Schauspielers Jumbo Schreiner wurde die im Vorjahr eingeführte Gewichtsgrenze von 130 kg wieder ausgesetzt. Musikgäste waren Amy Macdonald mit „Run“, Sasha mit „Please, Please, Please“ und Kelly Clarkson mit „My Life Would Suck Without You“.

#### Teilnehmer
| Team                  | Einer-Wok         | Vierer-Wok                                                          |
| --------------------- | ----------------- | ------------------------------------------------------------------- |
| TV total              | Stefan Raab       | Stefan Raab, André Lange, Axel Stein, Bjørn Dunkerbeck              |
| Kuemmerling           | Elton             | Elton, Lars und Ande von Mundstuhl, Jürgen Milski                   |
| Merkur Comedy-Wok     | Brösel            | Vince Ebert, Welf Haeger, Dave Davis, John Doyle                    |
| Seat                  | Georg Hackl       | Georg Hackl, Sven Hannawald, Christina Surer, Wildcard-Gewinner     |
| guenstiger.de         | Felix Loch        | Christoph Langen, Silke Kraushaar, Sylke Otto, Sandra Kiriasis      |
| Toasty                | Joey Kelly        | Uwe Ludolf, Klaas Heufer-Umlauf, Manni Ludolf, Joko Winterscheidt   |
| mister*lady Musik-Wok | Sasha             | Liza Li, Ross Antony, Patrick Nuo, Stefanie Heinzmann               |
| Blackberry            | Christian Clerici | Bahar, Mandy, Alexander Hold, Alexander Mazza                       |
| ProSieben Starforce   | Jumbo Schreiner   | Giovanni Zarrella, Ole Plogstedt, Gabriella De Almeida Rinne, Farid |
| McFit Sport-Wok       | Tim Lobinger      | Alida Lauenstein, Timo Scheider, Cora Schumacher, Erik Zabel        |

#### Gewinner
| Platz | Einerwok    | Viererwok                                                                      |
| ----- | ----------- | ------------------------------------------------------------------------------ |
| 1     | Georg Hackl | TV Total (Stefan Raab, André Lange, Axel Stein, Bjørn Dunkerbeck)              |
| 2     | Felix Loch  | Guenstiger.de (Christoph Langen, Silke Kraushaar, Sylke Otto, Sandra Kiriasis) |
| 3     | Joey Kelly  | Kuemmerling (Elton, Lars und Ande von Mundstuhl, Jürgen Milski)                |

### 8. Wok-Weltmeisterschaft 2010
Die 8. Wok-WM fand am 19. März 2010 erstmals in Oberhof statt. Moderiert wurde sie von Matthias Opdenhövel, unterstützt von Sonya Kraus am Ziel und erstmals von Carolin Kebekus am Start. Dazu gab es wieder ein Gewichtsmaximum, das die Fahrer einhalten mussten. Musikgäste waren Lena Meyer-Landrut mit „Satellite“, Fettes Brot mit „Jein 2010“ und Amy Macdonald mit „Don’t Tell Me That It’s Over“.

#### Teilnehmer
| Team                             | Einer-Wok         | Vierer-Wok                                                                          |
| -------------------------------- | ----------------- | ----------------------------------------------------------------------------------- |
| TV total                         | Stefan Raab       | Stefan Raab, Axel Stein, Bjørn Dunkerbeck, André Lange                              |
| Seat Sport-Wok                   | Georg Hackl       | Georg Hackl, Christina Surer, Guido Buchwald, Christian Abt                         |
| Yamaha Music                     | Christian Clerici | Christian Clerici, Kevin Kuske, Wolfgang Dalheimer & Thorsten Skringer (Heavytones) |
| Nintendo Wii Elton & Friends     | Elton             | Elton, Timo Scheider, Simon Gosejohann, Sascha Poth (Wildcard)                      |
| ProSieben                        | Frank Buschmann   | Peyman Amin, Harro Füllgrabe, Regina Halmich, Jan Hahn                              |
| Krüger Chai Latte Power-Wok      | Joey Kelly        | Alexander Hold, Sven Hannawald, Marcus Schenkenberg, Ina Menzer                     |
| mister*lady Dance-Wok            | Lucy Diakovska    | Evil Jared, Natalie Horler, Klaas Heufer-Umlauf, Joachim Winterscheidt              |
| Nokia/Congstar Ludolfs & Friends | Manni Ludolf      | Jennifer Braun, Uwe Ludolf, Ben, Oliver Petszokat                                   |
| Guenstiger.de Gold-Wok           | Felix Loch        | Thomas Florschütz, Sandra Kiriasis, Silke Kraushaar-Pielach, David Möller           |
| MERKUR-Spielothek TV-Wok         | Michael Wendler   | Tim Lobinger, Peter Imhof, Gina-Lisa Lohfink, Jürgen Milski                         |

#### Gewinner
| Platz | Einerwok          | Viererwok                                                                                 |
| ----- | ----------------- | ----------------------------------------------------------------------------------------- |
| 1     | Georg Hackl       | TV Total (Stefan Raab, Bjørn Dunkerbeck, André Lange, Axel Stein)                         |
| 2     | Joey Kelly        | guenstiger.de (Thomas Florschütz, Sandra Kiriasis, Silke Kraushaar-Pielach, David Möller) |
| 3     | Christian Clerici | Merkur Spielothek (Tim Lobinger, Jürgen Milski, Gina-Lisa Lohfink, Peter Imhof)           |

### 9. Wok-Weltmeisterschaft 2011
Die 9. Wok-WM fand am 12. März 2011 bereits zum vierten Mal in Igls statt.
Moderator war Matthias Opdenhövel, der von Sonya Kraus und Mirjam Weichselbraun unterstützt wurde. Kommentator war der aus dem Bobsport bekannte Ron Ringguth, der seit der ersten Sendung 2003 die Wok-WM kommentiert. Musikgäste waren Lena mit „Taken by a Stranger“, Nadine Beiler mit „The Secret is Love“ und Flo Rida mit „Turn Around 5, 4 ,3, 2, 1“.

#### Teilnehmer
| Team              | Einer-Wok         | Vierer-Wok                                                         |
| ----------------- | ----------------- | ------------------------------------------------------------------ |
| TV total          | Stefan Raab       | Stefan Raab, Thorsten Skringer, Alfonso Garrido, César Pérez       |
| Wilkinson Hydro   | Georg Hackl       | Timo Scheider, Klaas Heufer-Umlauf, Peter Imhof, Axel Stein        |
| Kfzteile24        | Jürgen Milski     | Christina Surer, Kevin Kuske, John Doyle, Martin Klempnow          |
| E wie einfach     | Elton             | Elton, Buddy Ogün, Nadine Vasta, Knacki Deuser                     |
| ProSieben         | Bruno Banani      | Peyman Amin, Kim Heinzelmann, Alex Wesselsky, Jan Hahn             |
| Kung Fu Panda     | Joey Kelly        | Guido Buchwald, Sven Hannawald, Katrin Holtwick, Ilka Semmler      |
| mister*lady       | Lucy Diakovska    | Alexander Klaws, Tanja Wenzel, Evil Jared, Jay Khan                |
| Skechers          | Christian Clerici | Karl Angerer, Sarah Knappik, Alida Kurras, Alexander Hold          |
| Babybel           | Felix Loch        | Christoph Langen, Sandra Kiriasis, Tatjana Hüfner, Manuel Machata  |
| Merkur-Spielothek | Michael Wendler   | Björn Dunkerbeck, Sandy Mölling, Palina Rojinski, Christine Theiss |

#### Gewinner
| Platz | Einerwok       | Viererwok                                                                     |
| ----- | -------------- | ----------------------------------------------------------------------------- |
| 1     | Georg Hackl    | Babybel (Christoph Langen, Sandra Kiriasis, Tatjana Hüfner, Manuel Machata)   |
| 2     | Felix Loch     | Kung Fu Panda (Guido Buchwald, Sven Hannawald, Katrin Holtwick, Ilka Semmler) |
| 3     | Lucy Diakovska | Skechers (Karl Angerer, Sarah Knappik, Alida Kurras, Alexander Hold)          |

##### Einerwok
| Platz | Land        | Name              | Gesamtzeit |
| ----- | ----------- | ----------------- | ---------- |
| 1.    | Deutschland | Georg Hackl       | 2:03,496   |
| 2.    | Deutschland | Felix Loch        | 2:07,085   |
| 3.    | Bulgarien   | Lucy Diakovska    | 2:08,894   |
| 4.    | Deutschland | Stefan Raab       | 2:11,786   |
| 5.    | Irland      | Joey Kelly        | 2:14,967   |
| 6.    | Osterreich  | Christian Clerici | 2:15,067   |
| 7.    | Deutschland | Elton             | 2:16,849   |
| 8.    | Tonga       | Bruno Banani      | 2:18,528   |
| 9.    | Deutschland | Michael Wendler   | 2:22,365   |
| 10.   | Deutschland | Jürgen Milski     | 2:51,745   |

### 10. Wok-Weltmeisterschaft 2012
Die 10. Wok-Weltmeisterschaft wurde am 10. März 2012 am Königssee auf der dortigen Kunsteisbahn ausgetragen. Beim Qualifying traten Michel Teló mit Ai Se Eu Te Pego und Olly Murs mit Heart Skips A Beat auf, bei der Hauptsendung die Band Kraftklub mit Songs für Liam, Roman Lob mit Standing Still und Taio Cruz mit Troublemaker. Erstmals traten die Kandidaten im Einer- wie auch im Vierer-Wok für Nationen an, so trugen die Teams zusätzlich zu ihrem normalen Namen noch den Namen einer Nation.

#### Teilnehmer
Beim Qualifying trat Tim Lobinger bei der Einzelqualifikation für Stefan Raab an, da dieser moderieren musste. Außerplanmäßig gab es bei der Hauptsendung zwei weitere Änderungen im Einzel: Giovanni Zarrella (Italien) ersetzte Wolfgang Lippert (DDR) und Lukas Plöchl von den Trackshittaz ersetzte Christian Clerici (beide Österreich). Aílton war der erste Teilnehmer, der das Ziel nicht erreicht hat, da er so langsam war, dass der Schwung nicht ausreichte und er unterwegs stehen blieb. Er trat im zweiten Durchgang nicht mehr an.
| Team                | Einer-Wok         | Vierer-Wok                                                                                   |
| ------------------- | ----------------- | -------------------------------------------------------------------------------------------- |
| TV total            | (1) Stefan Raab   | (1) Stefan Raab, Felix Loch, Manuel Machata, Tim Lobinger                                    |
| Kinect für Xbox 360 | (2) Elton         | (2) Elton, Mundstuhl (Lars Niedereichholz, Ande Werner), Sandra Rieß                         |
| Babybel             | (3) Georg Hackl   | Sandra Kiriasis, Sven Hannawald, Kevin Kuske, Maximilian Arndt                               |
| Euronics            | Lukas Plöchl      | (1) Franz Wohlfahrt, Fritz Strobl, Marc Pircher, Markus Prock                                |
| mister*lady         | Lucy Diakovska    | (2) Nadine Beiler, Michaela Dorfmeister, Elyas M’Barek, Tyron Ricketts                       |
| maxdome.de          | Giovanni Zarrella | Giovanni Zarrella, Sandro Cortese, Roberto Capitoni, Antonio Putignano                       |
| guenstiger.de       | Joey Kelly        | Patrick Nuo, Björn Dunkerbeck, Ivo Rüegg, Baschi                                             |
| Herbalife           | Aílton            | Eko Fresh, Murat Topal, Bahar Kizil, Duran Kabakyer (Erfinder des Dönerroboters „Der Gerät“) |
| Billy Boy           | Evil Jared        | Tialda van Slogteren, Huub Smit, Steffen Haars, Loona                                        |
| Merkur-Spielothek   | Jay Khan          | Ross Antony, Benjamin Boyce, Right Said Fred (Fred Fairbrass, Richard Fairbrass)             |

#### Gewinner
| Platz | Einerwok       | Viererwok                                                                      |
| ----- | -------------- | ------------------------------------------------------------------------------ |
| 1     | Georg Hackl    | TV Total/Deutschland 1 (Stefan Raab, Felix Loch, Manuel Machata, Tim Lobinger) |
| 2     | Lucy Diakovska | guenstiger.de/Schweiz (Patrick Nuo, Bjørn Dunkerbeck, Ivo Rüegg, Baschi)       |
| 3     | Joey Kelly     | Billy Boy/Niederlande (Tialda van Slogteren, Huub Smit, Steffen Haars, Loona)  |

### 11. Wok-Weltmeisterschaft 2013
Die 11. Wok-WM fand am 2. März 2013 zum zweiten Mal in Oberhof statt.
Showacts waren beim Qualifying Cascada mit Glorious und Laing mit Nacht für Nacht, sowie Lordi mit The Riff, Icona Pop mit I Love It, Arash feat. Sean Paul mit She Makes Me Go bei der Wok-Weltmeisterschaft.

#### Teilnehmer
Beim Abschlusstraining am 2. März 2013 verletzte sich Christian Clerici, wofür Tobias Wendl einsprang. Franz Wohlfahrt war kurzfristig verhindert. Marco Schwab brach sich im Training zwei Finger.
| Team                  | Einer-Wok      | Vierer-Wok                                                               |
| --------------------- | -------------- | ------------------------------------------------------------------------ |
| TV total              | Stefan Raab    | (1) Stefan Raab, Felix Loch, Manuel Machata, Steffen Henssler            |
| Diesel Only the Brave | Elton          | (2) Elton, Sandra Rieß, Timo Scheider, Julian Sommer (Wildcard-Gewinner) |
| Lordi                 | keiner         | Mana, Samer „Ox“ el Nahhal, Jussi „Amen“ Sydänmaa, Hella                 |
| mister*lady           | Lucy Diakovska | Nadine Beiler, Markus Prock, Marc Pircher, Tyron Ricketts                |
| Loox                  | Joey Kelly     | Sandra Kiriasis, Markus Beyer, Kevin Kuske, David Möller                 |
| Merkur-Spielothek     | Armin Zöggeler | Alessio Intemperante, Norbert Rier, Roberto Capitoni, Michael Meziani    |
| Herbalife             | Patrick Nuo    | Björn Dunkerbeck, Ivo Rüegg, Marco Schwab, Luca Hänni                    |
| ok.de                 | Tobias Wendl   | Eko Fresh, Martin Kesici, Sükrü Pehlivan, Bahar Kizil                    |
| Call a Pizza          | Georg Hackl    | Evil Jared, B-Tight, Izzy Gallegos, Shary Reeves                         |
| Blackberry            | Jay Khan       | Simon Webbe, Lee Ryan, Duncan James, Antony Costa                        |
| ProSieben Taff        | Fırat Arslan   | (3) Alena Gerber, Daniel Aminati, Bonnie Strange, Benjamin Bieneck       |

#### Platzierungen

##### Einzel-Wok
| Platz | Land                   | Name           | 1. DG Laufzeit (Platz) | 2. DG Laufzeit (Platz) | Gesamtzeit |
| ----- | ---------------------- | -------------- | ---------------------- | ---------------------- | ---------- |
| 1.    | Deutschland            | Georg Hackl    | 56,598 (1.)            | 57,039 (1.)            | 1:53,637   |
| 2.    | Bulgarien              | Lucy Diakovska | 58,130 (2.)            | 57,369 (2.)            | 1:55,499   |
| 3.    | Italien                | Armin Zöggeler | 58,696 (3.)            | 57,848 (4.)            | 1:56,544   |
| 4.    | Irland                 | Joey Kelly     | 59,117 (4.)            | 57,501 (3.)            | 1:56,618   |
| 5.    | Deutschland            | Stefan Raab    | 1:01,995 (5.)          | 1:00,478 (6.)          | 2:02,473   |
| 6.    | Deutschland            | Tobias Wendl   | 1:04,601 (6.)          | 59,436 (5.)            | 2:04,037   |
| 7.    | Deutschland            | Elton          | 1:06,934 (7.)          | 1:03,784 (7.)          | 2:10,718   |
| 8.    | Schweiz                | Patrick Nuo    | 1:08,777 (8.)          | 1:08,119 (9.)          | 2:16,869   |
| 9.    | Turkei                 | Fırat Arslan   | 1:19,010 (10.)         | 1:07,606 (8.)          | 2:26,616   |
| 10.   | Vereinigtes Konigreich | Jay Khan       | 1:14,608 (9.)          | 1:13,035 (10.)         | 2:27,643   |

##### Vierer-Wok
| Platz | Land                                    | Name                                                               | 1. DG Laufzeit (Platz) | 2. DG Laufzeit (Platz) | Gesamtzeit |
| ----- | --------------------------------------- | ------------------------------------------------------------------ | ---------------------- | ---------------------- | ---------- |
| 1.    | (1)                                     | Manuel Machata Stefan Raab Felix Loch Steffen Henssler             | 52,728 (1.)            | 52,586 (1.)            | 1:45,314   |
| 2.    | Deutschland Demokratische Republik 1949 | David Möller Markus Beyer Sandra Kiriasis Kevin Kuske              | 52,825 (2.)            | 53,119 (2.)            | 1:45,944   |
| 3.    | Osterreich                              | Nadine Beiler Markus Prock Marc Pircher Tyron Ricketts             | 53,383 (3.)            | 53,761 (4.)            | 1:47,144   |
| 4.    | Turkei                                  | Eko Fresh Martin Kesici Sükrü Pehlivan Bahar Kizil                 | 53,497 (4.)            | 53,843 (5.)            | 1:47,340   |
| 5.    | (2)                                     | Elton Timo Scheider Julien Sommer Sandra Rieß                      | 54,422 (6.)            | 53,353 (3.)            | 1:47,975   |
| 6.    | Schweiz                                 | Björn Dunkerbeck Ivo Rüegg Marco Schwab Luca Hänni                 | 54,760 (7.)            | 54,203 (7.)            | 1:48,963   |
| 7.    | (3)                                     | Daniel Aminati Alena Gerber Benjamin Bieneck Bonnie Strange        | 56,317 (8.)            | 54,194 (6.)            | 1:50,511   |
| 8.    | Italien                                 | Alessio Intemperante Norbert Rier Roberto Capitoni Michael Meziani | 54,350 (5.)            | 58,260 (10.)           | 1:52,610   |
| 9.    | Finnland                                | Mana Samer „Ox“ el Nahhal Jussi „Amen“ Sydänmaa Hella              | 57,430 (9.)            | 56,914 (9.)            | 1:54,344   |
| 10.   | Vereinigte Staaten                      | B-Tight Shary Reeves Evil Jared Izzy Gallegos                      | 57,591 (10.)           | 56,837 (8.)            | 1:54,428   |
| 11.   | Vereinigtes Konigreich                  | Duncan James Lee Ryan Simon Webbe Antony Costa                     | 58,291 (11.)           | 1:01,835 (11.)         | 2:00,126   |

#### Gewinner
| Platz | Einerwok       | Viererwok                                                                                       |
| ----- | -------------- | ----------------------------------------------------------------------------------------------- |
| 1     | Georg Hackl    | TV total/Deutschland 1 (Manuel Machata, Stefan Raab, Felix Loch, Steffen Henssler)              |
| 2     | Lucy Diakovska | Loox/Deutsche Demokratische Republik (David Möller, Markus Beyer, Sandra Kiriasis, Kevin Kuske) |
| 3     | Armin Zöggeler | mister*lady/Österreich (Nadine Beiler, Markus Prock, Marc Pircher, N.N.)                        |

### 12. Wok-Weltmeisterschaft 2014
Die 12. Wok-WM fand am 8. März 2014 zum zweiten Mal in Schönau am Königssee statt. Veranstalter war die MMP Veranstaltungs- und Vermarktungs GmbH unter Michael Mronz. Im Gegensatz zu den Vorjahren wurden die Woks im Einzel erst kurz vor dem Start an die Sportler gegeben, so dass eine Manipulation/Verbesserung des Sportgeräts nicht mehr möglich war. Aufgrund ihres im Vergleich zu ihren Konkurrenten geringeren Körpergewichts durfte Lucy Diakovska als einzige in einem speziell für sie angepassten Wok-Modell starten.

#### Teilnehmer
| Team                | Einer-Wok            | Vierer-Wok                                                                                    |
| ------------------- | -------------------- | --------------------------------------------------------------------------------------------- |
| TV total            | Stefan Raab          | (1) Stefan Raab, Felix Loch, Manuel Machata, Steffen Henssler                                 |
| reichelt.de         | Elton                | (3) Elton, Max Mutzke, Annica Hansen, Alena Gerber                                            |
| radio.de            | Georg Hackl          | Nadine Beiler, Franz Wohlfahrt, Marc Pircher, Markus Prock                                    |
| mister*lady         | Lucy Diakovska       | Sandra Kiriasis, Sven Hannawald, Maximilian Arndt, Peter Imhof                                |
| Heizöl24            | Joey Kelly           | Luke Mockridge, Michael Meziani, Nevio Passaro, Daniele Negroni                               |
| Otelo               | Armin Zöggeler       | Seldwyn Morgan, Hanukkah Wallace, Marvin Dixon, Wayne Blackwood (Jamaikanische Bobmannschaft) |
| Need for Speed Film | Eddie the Eagle      | Bjørn Dunkerbeck, Ivo Rüegg, Renzo Blumenthal, Christina Surer                                |
| Lieferheld          | Eko Fresh            | Sükrü Pehlivan, Murat Bosporus, Martin Kesici, Bahar                                          |
| ProSieben Maxx      | Funda Vanroy         | Evil Jared, B-Tight, Izzy Gallegos, Shary Reeves                                              |
| Zurich              | Natalie Geisenberger | (2) Jonas Reckermann, Isabella Laböck, Natalie Geisenberger, Wildcard-Gewinner                |

#### Platzierungen
Bei der 12. Wok-WM gab es die Regeländerung, dass die beiden Letztplatzierten des ersten Durchgangs nicht mehr zum zweiten Durchgang antreten durften.

##### Einzel-Wok
| Platz | Land                   | Name                 | 1. DG Laufzeit (Platz) | 2. DG Laufzeit (Platz) | Gesamtzeit |
| ----- | ---------------------- | -------------------- | ---------------------- | ---------------------- | ---------- |
| 01.   | Irland                 | Joey Kelly           | 1:00,737 (1.)          | 0:57,116 (1.)          | 1:57,853   |
| 02.   | Deutschland            | Georg Hackl          | 1:01,851 (4.)          | 0:57,644 (2.)          | 1:59,495   |
| 03.   | Italien                | Armin Zöggeler       | 1:01,008 (2.)          | 0:59,735 (3.)          | 2:00,743   |
| 04.   | Bulgarien              | Lucy Diakovska       | 1:01,530 (3.)          | 1:01,355 (4.)          | 2:02,885   |
| 05.   | Deutschland            | Natalie Geisenberger | 1:07,846 (5.)          | 1:04,112 (6.)          | 2:11,958   |
| 06.   | Deutschland            | Stefan Raab          | 1:12,165 (7.)          | 1:02,730 (5.)          | 2:14,895   |
| 07.   | Deutschland            | Elton                | 1:08,682 (6.)          | 1:13,204 (7.)          | 2:21,886   |
| 08.   | Turkei                 | Funda Vanroy         | 1:18,529 (8.)          | 1:27,869 (8.)          | 2:46,398   |
| 09.   | Vereinigtes Konigreich | Eddie the Eagle      | 1:19,898 (9.)          | –                      | –          |
| 10.   | Turkei                 | Eko Fresh            | 1:25,658 (10.)         | –                      | –          |

##### Vierer-Wok
| Platz | Land                                    | Name                                                                | 1. DG Laufzeit (Platz) | 2. DG Laufzeit (Platz) | Gesamtzeit |
| ----- | --------------------------------------- | ------------------------------------------------------------------- | ---------------------- | ---------------------- | ---------- |
| 01.   | Jamaika                                 | Hanukkah Wallace Wayne Blackwood Seldwyn Morgan Marvin Dixon        | 1:05,865 (1.)          | 1:03,195 (1.)          | 2:09,060   |
| 02.   | (1)                                     | Manuel Machata Stefan Raab Felix Loch Steffen Henssler              | 1:06,905 (3.)          | 1:03,986 (2.)          | 2:10,891   |
| 03.   | Deutschland Demokratische Republik 1949 | Sven Hannawald Maximilian Arndt Sandra Kiriasis Peter Imhof         | 1:06,572 (2.)          | 1:06,404 (7.)          | 2:12,976   |
| 04.   | (3)                                     | Elton Annica Hansen Max Mutzke Alena Gerber                         | 1:09,005 (4.)          | 1:04,421 (3.)          | 2:13,426   |
| 05.   | Italien                                 | Michael Meziani Nevio Passaro Daniele Negroni Luke Mockridge        | 1:09,537 (5.)          | 1:04,932 (4.)          | 2:14,469   |
| 06.   | (2)                                     | Jonas Reckermann Isabella Laböck Natalie Geisenberger Stefan Kuhlee | 1:09,976 (7.)          | 1:05,207 (5.)          | 2:15,183   |
| 07.   | Schweiz                                 | Bjørn Dunkerbeck Renzo Blumenthal Ivo Rüegg Christina Surer         | 1:09,598 (6.)          | 1:05,824 (6.)          | 2:15,422   |
| 08.   | Turkei                                  | Sükrü Pehlivan Bahar Kizil Murat Bosporus Martin Kesici             | 1:11,408 (8.)          | 1:09,522 (8.)          | 2:20,930   |
| 09.   | Osterreich                              | Marc Pircher Franz Wohlfahrt Markus Prock Nadine Beiler             | 1:12,240 (9.)          | –                      | –          |
| 010.  | Vereinigte Staaten                      | B-Tight Shary Reeves Evil Jared Izzy Gallegos                       | 1:14,800 (10.)         | –                      | –          |

#### Gewinner
| Platz | Einerwok       | Viererwok |
| ----- | -------------- | --- |
| 1     | Joey Kelly     | Otelo/Jamaika (Hanukkah Wallace, Wayne Blackwood, Seldwyn Morgan, Marvin Dixon)                              |
| 2     | Georg Hackl    | TV total/Deutschland 1 (Manuel Machata, Stefan Raab, Felix Loch, Steffen Henssler)                           |
| 3     | Armin Zöggeler | mister*lady/Deutsche Demokratische Republik (Sven Hannawald, Maximilian Arndt, Sandra Kiriasis, Peter Imhof) |

### 13. Wok-Weltmeisterschaft 2015
Die 13. Wok-WM fand am 14. März 2015 in Innsbruck statt. Moderiert wurde sie von Steven Gätjen, Matze Knop interviewte die Teilnehmer vor dem Start und Sophia Thomalla im Ziel. Kommentiert wurde das Event wie jedes Jahr von Ron Ringguth.

#### Teilnehmer
| Team                  | Einer-Wok                    | Vierer-Wok |
| --------------------- | ---------------------------- | --- |
| TV total              | Stefan Raab                  | (1) Felix Loch, Manuel Machata, Max von Einem (Posaunist der heavytones), Thorsten Skringer (Saxophonist der heavytones) |
| REWE.de Lieferservice | Elton                        | (2) Elton, Mickie Krause, Betty Taube (4. bei GNTM 9), Philipp Böck (Wildcard-Gewinner)                                  |
| Kuemmerling           | Lucas Cordalis               | (3) Thorsten Legat, Sidney Hoffmann, Thore Schölermann, Jean Pierre Kraemer                                              |
| PKW.de                | Miyagawa Daisuke (Moderator) | Sandra Kiriasis, Sven Hannawald, Peter Imhof, Jan Kralitschka                                                            |
| mister*lady           | Armin Zöggeler               | Luke Mockridge, Pietro Lombardi, Nevio Passaro, Daniele Negroni                                                          |
| Studio 71             | World Wide Wok: Joyce Ilg    | World Wide Wok: Dner, Kelly MissesVlog, Sarazar, LeFloid                                                                 |
| 5vorFlug              | Georg Hackl                  | Björn Dunkerbeck, Miriam Rickli, Stefanie Heinzmann, Cesaro                                                              |
| handyflash            | Manuel Cortez                | Sükrü Pehlivan, Murat Bosporus, Eko Fresh, Buddy Ogün                                                                    |
| Pizzaburger           | Joey Kelly                   | Evil Jared, Marc Terenzi, Sascha Gerecht (Modedesigner), Bam Margera                                                     |
| Europa Versicherung   | Markus Prock                 | Markus Prock, Ulrike Kriegler (Moderatorin und Freundin von Peter Stöger), Marc Pircher, Janine Flock                    |

#### Platzierungen
Auch bei der 13. Wok-WM galt die Regel, dass die beiden Letztplatzierten des ersten Durchgangs ausscheiden und im zweiten Durchgang nicht mehr antreten dürfen. Beim Vierer-Wok stürzte das Team Deutschland 3 in einer Kurve und belegte dadurch abgeschlagen den letzten Platz im ersten Durchgang.

##### Einzel-Wok
| Platz | Land           | Name             | 1. DG Laufzeit (Platz) | 2. DG Laufzeit (Platz) | Gesamtzeit |
| ----- | -------------- | ---------------- | ---------------------- | ---------------------- | ---------- |
| 01.   | Italien        | Armin Zöggeler   | 1:00,629 (1.)          | 0:59,763 (1.)          | 2:00,392   |
| 02.   | Deutschland    | Georg Hackl      | 1:03,281 (2.)          | 1:01,771 (2.)          | 2:05,052   |
| 03.   | Irland         | Joey Kelly       | 1:06,401 (3.)          | 1:05,591 (3.)          | 2:11,995   |
| 04.   | Deutschland    | Stefan Raab      | 1:07,741 (4.)          | 1:06,886 (4.)          | 2:14,627   |
| 05.   | Deutschland    | Elton            | 1:09,909 (5.)          | 1:07,706 (5.)          | 2:17,615   |
| 06.   | Osterreich     | Markus Prock     | 1:13,157 (7.)          | 1:09,840 (6.)          | 2:22,997   |
| 07.   | Griechenland   | Lucas Cordalis   | 1:12,760 (6.)          | 1:10,421 (7.)          | 2:23,181   |
| 08.   | Japan          | Miyagawa Daisuke | 1:13,299 (8.)          | 1:14,313 (8.)          | 2:27,612   |
| 09.   | Portugal       | Manuel Cortez    | 1:14,447 (9.)          | –                      | –          |
| 10.   | World Wide Wok | Joyce Ilg        | 1:24,461 (10.)         | –                      | –          |

##### Vierer-Wok
| Platz | Land                                    | Name                                                                 | 1. DG Laufzeit (Platz) | 2. DG Laufzeit (Platz) | Gesamtzeit |
| ----- | --------------------------------------- | -------------------------------------------------------------------- | ---------------------- | ---------------------- | ---------- |
| 01.   | Osterreich                              | Markus Prock Ulrike Kriegler Marc Pircher Janine Flock               | 0:59,398 (1.)          | 0:58,970 (3.)          | 1:58,368   |
| 02.   | Deutschland Demokratische Republik 1949 | Sandra Kiriasis Sven Hannawald Peter Imhof Jan Kralitschka           | 1:00,510 (3.)          | 0:58,637 (2.)          | 1:59,147   |
| 03.   | World Wide Wok                          | Dner Kelly MissesVlog Sarazar LeFloid                                | 1:00,250 (2.)          | 0:59,595 (4.)          | 1:59,845   |
| 04.   | (1)                                     | Felix Loch Manuel Machata Max von Einem Thorsten Skringer            | 1:01,880 (5.)          | 0:58,372 (1.)          | 2:00,252   |
| 05.   | Turkei                                  | Sükrü Pehlivan Murat Bosporus Eko Fresh Buddy Ogün                   | 1:00,876 (4.)          | 1:00,497 (6.)          | 2:01,373   |
| 06.   | Italien                                 | Luke Mockridge Pietro Lombardi Nevio Passaro Daniele Negroni         | 1:01,465 (7.)          | 1:00,299 (5.)          | 2:01,764   |
| 07.   | Schweiz                                 | Björn Dunkerbeck Miriam Rickli Stefanie Heinzmann Cesaro             | 1:01,196 (6.)          | 1:00,631 (7.)          | 2:01,827   |
| 08.   | Vereinigte Staaten                      | Evil Jared Marc Terenzi Sascha Gerecht Bam Margera                   | 1:01,822 (8.)          | 1:01,115 (8.)          | 2:02,937   |
| 09.   | (2)                                     | Elton Mickie Krause Betty Taube Philipp Böck                         | 1:03,375 (9.)          | –                      | –          |
| 10.   | (3)                                     | Thorsten Legat Sidney Hoffmann Thore Schölermann Jean Pierre Kraemer | 1:55,728 (10.)         | –                      | –          |

#### Gewinner
| Platz | Einerwok       | Viererwok                                                                                    |
| ----- | -------------- | -------------------------------------------------------------------------------------------- |
| 1     | Armin Zöggeler | Europa Versicherungen/Österreich (Markus Prock, Ulrike Kriegler, Marc Pircher, Janine Flock) |
| 2     | Georg Hackl    | PKW.de/DDR (Sandra Kiriasis, Sven Hannawald, Peter Imhof, Jan Kralitschka)                   |
| 3     | Joey Kelly     | Studio 71/World Wide Wok (LeFloid, Sarazar, Dner, MissesVlog)                                |

### 14. Wok-Weltmeisterschaft 2022
Die 14. Wok-WM fand anlässlich der Neuauflage von TV total am 12. November 2022 in Winterberg statt. Moderiert wurde sie erstmals von Elton, Icke Dommisch interviewte die Teilnehmer vor dem Start und Sophia Thomalla im Ziel. Kommentiert wurde das Event wie in den Vorjahren von Ron Ringguth. Die Show wurde von durchschnittlich 1,59 Millionen Zuschauern gesehen (bei einem Marktanteil von 7,5 %). In der Zielgruppe der 14- bis 49-Jährigen konnten 0,86 Millionen Zuschauer gemessen werden (bei einem Marktanteil von 17,3 %).
Als Qualifying am Vorabend wurde erstmals „Wok Jump Speed Gliding“ gespielt, wobei die Kandidaten (bei Einer-Wok alleine, bei Vierer-Wok zu viert) auf einer auf drei Woks befestigten Matte möglichst schnell über eine Eisfläche rutschen mussten, um die Startreihenfolge bestimmen.

#### Teilnehmer
| Team                   | Einer-Wok        | Vierer-Wok |
| ---------------------- | ---------------- | --- |
| TV total               | Manni Ludolf     | (1) Max von Einem (Posaunist der heavytones), Kevin Kuske, Lorenzo Ludemann (Trompeter der heavytones), Laura Nolte |
| Zoll-Karriere          | Fabian Hambüchen | (2) Kira Walkenhorst, Pascal Hens, Sven Hannawald, Christina Obergföll                                              |
| Chocomel               | Lucas Cordalis   | (3) Johannes Ludwig, Francesco Friedrich, Evi Sachenbacher-Stehle, Felix von Jascheroff                             |
| Frosta                 | Nathan Evans     | World Wide Wok 1: Jens Knossalla, Trymacs, MontanaBlack, Sascha Hellinger                                           |
| ORLEN star Tankstellen | Filip Pavlović   | Sarah Bora (Ehefrau von Eko Fresh), Hannah Neise, Carolin Niemczyk, Klaudia Giez (7. bei GNTM 13)                   |
| NERF                   | Luca Hänni       | World Wide Wok 2: Johannes (Wildcard-Gewinner), Laserluca, Rewinside, Papaplatte (Twitch-Streamer)                  |
| Kuemmerling            | Evil Jared       | Christian Scotland-Williamson (Rugby-Union-Spieler), Anthony Dablé-Wolf, Christopher Ezeala, Marc Terenzi           |
| Burger King            | Jolina Mennen    | Eko Fresh, Sükrü Pehlivan, Ali Güngörmüş, Sıla Şahin-Radlinger                                                      |
| Atlas Safety Shoes     | Joey Kelly       | Joey Kelly, Luke Kelly, Gabriel Kelly, Leon Kelly (Söhne von Joey Kelly)                                            |
| Smavesto               | Paul Janke       | Lorenz Büffel, Jürgen Milski, Markus Becker, Isi Glück                                                              |

##### Einzel-Wok
| Platz | Land               | Name             | 1. DG Laufzeit (Platz) | 2. DG Laufzeit (Platz) | Gesamtzeit |
| ----- | ------------------ | ---------------- | ---------------------- | ---------------------- | ---------- |
| 01.   | Irland             | Joey Kelly       | 1:02,24 (1.)           | 1:01,27 (1.)           | 2:03,51    |
| 02.   | Griechenland       | Lucas Cordalis   | 1:07,78 (2.)           | 1:08,12 (3.)           | 2:15,90    |
| 03.   | Turkei             | Jolina Mennen    | 1:14,70 (3.)           | 1:06,80 (2.)           | 2:21,50    |
| 04.   | Vereinigte Staaten | Evil Jared       | 1:19,40 (8.)           | 1:11,32 (4.)           | 2:30,73    |
| 05.   | Schweiz            | Luca Hänni       | 1:15,97 (6.)           | 1:16,48 (5.)           | 2:32,45    |
| 06.   | Schottland         | Nathan Evans     | 1:15,57 (5.)           | 1:17,46 (6.)           | 2:33,03    |
| 07.   | Deutschland        | Manfred Ludolf   | 1:15,29 (4.)           | 1:20,21 (7.)           | 2:35,50    |
| 08.   | Deutschland        | Fabian Hambüchen | 1:17,43 (7.)           | 1:32,93 (8.)           | 2:50,36    |
| 09.   | Kroatien           | Filip Pavlović   | 1:21,13 (9.)           | –                      | –          |
| 10.   | Spanien            | Paul Janke       | 1:36,79 (10.)          | –                      | –          |

##### Vierer-Wok
| Platz | Land               | 1. DG Laufzeit (Platz) | 2. DG Laufzeit (Platz) | Gesamtzeit |
| ----- | ------------------ | ---------------------- | ---------------------- | ---------- |
| 01.   | Deutschland (3)    | 0:58,63 (1.)           | 0:56,85 (1.)           | 1:55,48    |
| 02.   | Deutschland (2)    | 0:59,07 (2.)           | 0:57,02 (3.)           | 1:56,09    |
| 03.   | Deutschland (1)    | 0:59,51 (3.)           | 0:56,89 (2.)           | 1:56,40    |
| 04.   | USA                | 1:00,32 (4.)           | 0:57,62 (5.)           | 1:57,94    |
| 05.   | Türkei             | 1:00,96 (5.)           | 0:57,52 (4.)           | 1:58,48    |
| 06.   | Irland             | 1:01,35 (6.)           | 0:57,95 (6.)           | 1:59:30    |
| 07.   | World Wide Wok (2) | 1:02,00 (7.)           | 0:58,13 (7.)           | 2:00,13    |
| 08.   | World Wide Wok (1) | 1:02,65 (8.)           | 0:59,69 (8.)           | 2:02,34    |
| 09.   | Mallorca           | 1:03,11 (9.)           | –                      | –          |
| 10.   | Polen              | 1:05,58 (10.)          | –                      | –          |

#### Gewinner
| Platz | Einerwok       | Viererwok |
| ----- | -------------- | --- |
| 1     | Joey Kelly     | Chocomel/Deutschland 3 (Johannes Ludwig, Felix von Jascheroff, Francesco Friedrich, Evi Sachenbacher-Stehle) |
| 2     | Lucas Cordalis | Zoll-Karriere/Deutschland 2 (Pascal Hens, Kira Walkenhorst, Sven Hannawald, Christina Obergföll)             |
| 3     | Jolina Mennen  | TV total/Deutschland 1 (Lorenzo Ludemann, Max von Einem, Kevin Kuske, Laura Nolte)                           |

### 15. Wok-Weltmeisterschaft 2023
Die 15. Wok-WM fand am 11. November 2023 erneut in Winterberg unter der Moderation von Elton statt. Die Teilnehmer werden vor dem Start von Bastian Bielendorfer und Özcan Coşar und im Ziel wieder von Sophia Thomalla interviewt. Kommentiert wird das Event wie zuvor von Ron Ringguth.

#### Teilnehmer
| Team                | Einer-Wok         | Vierer-Wok                                                                     |
| ------------------- | ----------------- | ------------------------------------------------------------------------------ |
| TV total            | Sebastian Pufpaff | (1) Sebastian Pufpaff, Kevin Kuske, Mathias Mester, Julia Taubitz              |
| Zoll-Karriere       | Kevin Großkreutz  | (2) Thore Schölermann, Pascal Hens, Sven Hannawald, Thorsten Legat             |
| Chocomel            | Lucas Cordalis    | (3) Johannes Ludwig, René Adler, Evi Sachenbacher-Stehle, Felix von Jascheroff |
| Aldi-Sports         | Sophia Thiel      | World Wide Wok 1: Rewi, Inscope21, Amar, Liv (Wildcard-Gewinnerin)             |
| AIDA                | Armin Zöggeler    | Stefano Zarrella, Riccardo Basile, Mario Novembre, Valentina Maceri            |
| Squid Game          | Evil Jared        | World Wide Wok 2: Sinan Movez, Ehrenmannrius, Dani Verdari, Kaan               |
| freenet             | Younes Zarou      | Alexander Kumptner, Thomas Morgenstern, Sarah Posch, Julian le Play            |
| schauinsland-Reisen | Jolina Mennen     | Serkan Yavuz, Aynur Aydın, Senay Gueler, Menderes Bağcı                        |
| Atlas Safety Shoes  | Joey Kelly        | Joey Kelly, Luke Kelly, Gabriel Kelly, Jimmy Kelly                             |
| Leckerbock          | René Casselly     | Lorenz Büffel, Jürgen Milski, Tim Toupet, Isi Glück                            |

##### Einzel-Wok
| Platz | Land               | Name              | 1. DG Laufzeit (Platz) | 2. DG Laufzeit (Platz) | Gesamtzeit |
| ----- | ------------------ | ----------------- | ---------------------- | ---------------------- | ---------- |
| 01.   | Irland             | Joey Kelly        | 1:07,89 (1.)           | 1:01,84 (1.)           | 2:09,73    |
| 02.   | Italien            | Armin Zöggeler    | 1:07,96 (2.)           | 1:04,10 (2.)           | 2:12,06    |
| 03.   | Deutschland        | Sophia Thiel      | 1:09,73 (3.)           | 1:06,55 (3.)           | 2:16,28    |
| 04.   | Deutschland        | Sebastian Pufpaff | 1:13,03 (5.)           | 1:07,38 (4.)           | 2:20,41    |
| 05.   | Marokko            | Younes Zarou      | 1:10,47 (4.)           | 1:11,90 (8.)           | 2:22,37    |
| 06.   | Vereinigte Staaten | Evil Jared        | 1:14,23 (7.)           | 1:08,28 (5.)           | 2:22,51    |
| 07.   | Belgien            | René Casselly     | 1:14,98 (6.)           | 1:09,88 (6.)           | 2:24,86    |
| 08.   | Griechenland       | Lucas Cordalis    | 1:15,96 (8.)           | 1:10,32 (7.)           | 2:26,20    |
| 09.   | Deutschland        | Kevin Großkreutz  | 1:17,92 (9.)           | –                      | –          |
| 10.   | Turkei             | Jolina Mennen     | 1:23,46 (10.)          | –                      | –          |

##### Vierer-Wok
| Platz | Land               | 1. DG Laufzeit (Platz) | 2. DG Laufzeit (Platz) | Gesamtzeit |
| ----- | ------------------ | ---------------------- | ---------------------- | ---------- |
| 01.   | Deutschland (2)    | 0:59,69 (1.)           | 1:03,61 (2.)           | 2:03,30    |
| 02.   | Italien            | 1:002,06 (3.)          | 1:02,90 (1.)           | 2:04,96    |
| 03.   | Österreich         | 1:02,31 (4.)           | 1:03,78 (3.)           | 2:06,09    |
| 04.   | Deutschland (1)    | 1:01,68 (2.)           | 1:04,52 (5.)           | 2:06,20    |
| 05.   | Irland             | 1:02,95 (5.)           | 1:04,12 (4.)           | 2:07,07    |
| 06.   | Mallorca           | 1:03,97 (6.)           | 1:07,42 (7.)           | 2:11,39    |
| 07.   | World Wide Wok (1) | 1:05,19 (7.)           | 1:06,41 (6.)           | 2:11,60    |
| 08.   | World Wide Wok (2) | 1:05,95 (8.)           | 1:12,49 (8.)           | 2:18,44    |
| 09.   | Deutschland (3)    | 1:06,44 (9.)           | –                      | –          |
| 10.   | Türkei             | 1:07,43 (10.)          | –                      | –          |

#### Gewinner
| Platz | Einerwok       | Viererwok                                                                                    |
| ----- | -------------- | -------------------------------------------------------------------------------------------- |
| 1     | Joey Kelly     | Zoll-Karriere/Deutschland 2 (Thore Schölermann, Pascal Hens, Sven Hannawald, Thorsten Legat) |
| 2     | Armin Zöggeler | AIDA/Italien (Stefano Zarrella, Riccardo Basile, Mario Novembre, Valentina Maceri)           |
| 3     | Sophia Thiel   | freenet/Österreich (Alexander Kumptner, Thomas Morgenstern, Sarah Posch, Julian le Play)     |

### 16. Wok-Weltmeisterschaft 2024
Die 16. Wok-WM fand am 9. November 2024 erneut in Winterberg unter der Moderation von Steven Gätjen statt. Die Teilnehmer wurden vor dem Start von Khalid Bounouar und im Ziel von Andrea Kaiser interviewt. Kommentiert wurde das Event wie zuvor von Ron Ringguth.

#### Teilnehmer
| Einer-Wok     | Einer-Wok     | Vierer-Wok    | Vierer-Wok                                                                  |
| Team          | Starter       | Team          | Starter                                                                     |
| ------------- | ------------- | ------------- | --------------------------------------------------------------------------- |
| Deutschland   | Manni Ludolf  | Deutschland 1 | (1) Manni Ludolf, Mimi Kraus, Kevin Kuske, Kira Alin                        |
| Kamerun       | Linda Nobat   | Deutschland 2 | (2) Thore Schölermann, Jule Gölsdorf, Francesco Friedrich, Kevin Großkreutz |
| Schweiz       | Vincent Gross | Deutschland 3 | (3) Anika Lehmann, Sven Hannawald, Marcel Nguyen, Thorsten Legat            |
| Schottland    | Nathan Evans  | Türkei        | Senay Güler, Serkan Yavuz, Timur Ülker, Sükrü Pehlivan                      |
| Brasilien     | Aílton        | Ghana         | Marvin De-Graft, Sandra Lambeck, Nana, David Odonkor                        |
| Österreich    | Mike Süsser   | WWW 1         | World Wide Wok 1: Paulomuc, Aditotoro, Freshtorge, Paul Frege               |
| Mallorca      | Jürgen Milski | WWW 2         | World Wide Wok 2: Benjamin Wolter, Dennis Wolter, Doc Felix, Starletnova    |
| Deutschland 3 | Pascal Hens   | Italien       | Valea Scalabrino, Fabio Knez, Angelo Carlucci, Marco Lombardi               |
| WWW 1         | Paul Frege    | Griechenland  | Ioannis Amanatidis, Lucas Cordalis, Jannik Kontalis, Joti Polizoakis        |
| Holland       | Lilly Becker  | Kroatien      | Filip Pavlović, Benny, Ivan Klasnić, Roberto Soldić                         |

##### Einzel-Wok
| Platz | Land        | Name          | 1. DG Laufzeit (Platz) | 2. DG Laufzeit (Platz) | Gesamtzeit |
| ----- | ----------- | ------------- | ---------------------- | ---------------------- | ---------- |
| 01.   | Deutschland | Pascal Hens   | 1:07,26 (1.)           | 1:09,05 (2.)           | 2:16,31    |
| 02.   | Schweiz     | Vincent Gross | 1:10,88 (2.)           | 1:06,21 (1.)           | 2:17,09    |
| 03.   | Deutschland | Paul Frege    | 1:12,83 (3.)           | 1:12,35 (3.)           | 2:25,18    |
| 04.   | Osterreich  | Mike Süsser   | 1:13,28 (4.)           | 1:15,09 (4.)           | 2:28,37    |
| 05.   | Deutschland | Manni Ludolf  | 1:14,83 (5.)           | 1:18,77 (5.)           | 2:33,60    |
| 06.   | Schottland  | Nathan Evans  | 1:28,37 (7.)           | 1:19,85 (6.)           | 2:48,22    |
| 07.   | Kamerun     | Linda Nobat   | 1:30,62 (8.)           | 1:28,29 (7.)           | 2:58,91    |
| 08.   | Niederlande | Lilly Becker  | 1:23,26 (6.)           | 1:38,11 (8.)           | 3:01,37    |
| 09.   |             | Jürgen Milski | 3:28,92 (9.)           | –                      | –          |
| 10.   | Brasilien   | Aílton        | 5:33,86 (10.)          | –                      | –          |

##### Vierer-Wok
| Platz | Land               | 1. DG Laufzeit (Platz) | 2. DG Laufzeit (Platz) | Gesamtzeit |
| ----- | ------------------ | ---------------------- | ---------------------- | ---------- |
| 01.   | Deutschland (3)    | 0:59,90 (1.)           | 1:00,22 (1.)           | 2:00,12    |
| 02.   | World Wide Wok (1) | 1:00,26 (2.)           | 1:00,43 (3.)           | 2:00,69    |
| 03.   | World Wide Wok (2) | 1:00,48 (3.)           | 1:00,54 (4.)           | 2:01,02    |
| 04.   | Deutschland (2)    | 1:01,22 (5.)           | 1:00,38 (2.)           | 2:01,60    |
| 05.   | Griechenland       | 1:00,52 (4.)           | 1:02,58 (6.)           | 2:03,10    |
| 06.   | Italien            | 1:02,82 (7.)           | 1:01,31 (5.)           | 2:04,13    |
| 07.   | Ghana              | 1:01,77 (6.)           | 1:03,63 (7.)           | 2:05,40    |
| 08.   | Deutschland (1)    | 1:03,85 (8.)           | 1:04,56 (8.)           | 2:08,41    |
| 09.   | Kroatien           | 1:05,26 (9.)           | –                      | –          |
| 10.   | Türkei             | 1:07,30 (10.)          | –                      | –          |

#### Gewinner
| Platz | Einerwok      | Viererwok                                                                                            |
| ----- | ------------- | --- |
| 1     | Pascal Hens   | Zoll Karriere/Deutschland 3: Anika Lehmann, Sven Hannawald, Marcel Nguyen, Thorsten Legat            |
| 2     | Vincent Gross | Finanzguru/World Wide Wok 1: Paulomuc, Aditotoro, Freshtorge, Paul Frege                             |
| 3     | Paul Frege    | E-Schrott richtig entsorgen/World Wide Wok 2: Benjamin Wolter, Dennis Wolter, Doc Felix, Starletnova |

### Medaillenspiegel
Stand: 13. November 2023

#### Einer- und Vierer-Wok
Diese Wertung stellt pro Athlet die Summe aus Einer- und Vierer-Wok-Medaillen dar (mindestens zwei Goldmedaillen):
| Platz | Land        | Athlet           | Gold | Silber | Bronze | Gesamt |
| ----- | ----------- | ---------------- | ---- | ------ | ------ | ------ |
| 1.    | Deutschland | Georg Hackl      | 9    | 3      | 0      | 12     |
| 2.    | Irland      | Joey Kelly       | 6    | 4      | 5      | 15     |
| 3.    | Deutschland | Stefan Raab      | 5    | 3      | 4      | 12     |
| 4.    | Deutschland | Sven Hannawald   | 3    | 4      | 1      | 8      |
| 5.    | Deutschland | Felix Loch       | 3    | 3      | 0      | 6      |
| 5.    | Deutschland | Christoph Langen | 3    | 1      | 0      | 4      |
| 5.    | Deutschland | Manuel Machata   | 3    | 1      | 0      | 4      |
| 8.    | Deutschland | Sandra Kiriasis  | 2    | 3      | 1      | 6      |
| 9.    | Deutschland | Silke Kraushaar  | 2    | 2      | 0      | 4      |
| 10.   | Niederlande | Bjørn Dunkerbeck | 2    | 1      | 2      | 5      |
| 11.   | Deutschland | Axel Stein       | 2    | 0      | 2      | 4      |
| 12.   | Deutschland | André Lange      | 2    | 0      | 1      | 3      |
| 13.   | Deutschland | Susi Erdmann     | 2    | 0      | 0      | 2      |
| 13.   | Deutschland | Stefan Gödde     | 2    | 0      | 0      | 2      |
| 13.   | Deutschland | Pascal Hens      | 2    | 0      | 0      | 2      |
| 13.   | Deutschland | Thorsten Legat   | 2    | 0      | 0      | 2      |

Dazu kommen noch 19 weitere Athleten, die mindestens eine Goldmedaille und teilweise weitere Medaillen erringen konnten. Von allen Teilnehmern wurden 93 verschiedene mit Medaillen ausgezeichnet.

#### Einer-Wok
Diese Wertung stellt pro Athlet die Summe der Einer-Wok-Medaillen dar – alle Medaillengewinner:
| Platz | Land         | Athlet            | Gold | Silber | Bronze | Gesamt |
| ----- | ------------ | ----------------- | ---- | ------ | ------ | ------ |
| 1.    | Deutschland  | Georg Hackl       | 9    | 3      | 0      | 12     |
| 2.    | Irland       | Joey Kelly        | 4    | 4      | 5      | 13     |
| 3.    | Deutschland  | Stefan Raab       | 1    | 1      | 3      | 5      |
| 4.    | Italien      | Armin Zöggeler    | 1    | 1      | 2      | 5      |
| 5.    | Deutschland  | Pascal Hens       | 1    | 0      | 0      | 1      |
| 6.    | Bulgarien    | Lucy Diakovska    | 0    | 2      | 1      | 3      |
| 7.    | Deutschland  | Felix Loch        | 0    | 2      | 0      | 2      |
| 8.    | Osterreich   | Christian Clerici | 0    | 1      | 1      | 2      |
| 9.    | Griechenland | Lucas Cordalis    | 0    | 1      | 0      | 1      |
| 9.    | Deutschland  | Detlef D! Soost   | 0    | 0      | 1      | 1      |
| 9.    | Turkei       | Jolina Mennen     | 0    | 0      | 1      | 1      |
| 9.    | Deutschland  | Sophia Thiel      | 0    | 0      | 1      | 1      |

#### Vierer-Wok
Diese Wertung stellt pro Athlet die Summe der Vierer-Wok-Medaillen dar (mindestens zwei Goldmedaillen):
| Platz | Land        | Athlet           | Gold | Silber | Bronze | Gesamt |
| ----- | ----------- | ---------------- | ---- | ------ | ------ | ------ |
| 1.    | Deutschland | Stefan Raab      | 4    | 2      | 1      | 7      |
| 2.    | Deutschland | Sven Hannawald   | 3    | 4      | 1      | 8      |
| 3.    | Deutschland | Christoph Langen | 3    | 1      | 0      | 4      |
| 3.    | Deutschland | Felix Loch       | 3    | 1      | 0      | 4      |
| 3.    | Deutschland | Manuel Machata   | 3    | 1      | 0      | 4      |
| 6.    | Deutschland | Sandra Kiriasis  | 2    | 3      | 1      | 6      |
| 7.    | Deutschland | Silke Kraushaar  | 2    | 2      | 0      | 4      |
| 8.    | Niederlande | Bjørn Dunkerbeck | 2    | 1      | 2      | 5      |
| 9.    | Deutschland | Axel Stein       | 2    | 0      | 2      | 4      |
| 10.   | Deutschland | André Lange      | 2    | 0      | 1      | 3      |
| 11.   | Deutschland | Susi Erdmann     | 2    | 0      | 0      | 2      |
| 11.   | Deutschland | Stefan Gödde     | 2    | 0      | 0      | 2      |
| 11.   | Irland      | Joey Kelly       | 2    | 0      | 0      | 2      |

Dazu kommen noch 19 weitere Athleten, die mindestens eine Goldmedaille und teilweise weitere Medaillen erringen konnten. Von allen Teilnehmern wurden 90 verschiedene mit einer oder mehreren Medaillen ausgezeichnet.

#### Nationenwertung
Diese Wertung stellt pro Nation die Summe aus Einer- und Vierer-Wok-Medaillen seit der Einführung der Nationenwertung im Jahr 2012 dar:
| Platz | Nation       | Gold | Silber | Bronze | Gesamt |
| ----- | ------------ | ---- | ------ | ------ | ------ |
| 1.    | Deutschland  | 6    | 4      | 2      | 12     |
| 2.    | Irland       | 3    | 0      | 2      | 5      |
| 3.    | Italien      | 1    | 2      | 2      | 5      |
| 4.    | Österreich   | 1    | 0      | 2      | 3      |
| 5.    | Jamaika      | 1    | 0      | 0      | 1      |
| 6.    | DDR          | 0    | 2      | 1      | 3      |
| 7.    | Bulgarien    | 0    | 2      | 0      | 2      |
| 8.    | Schweiz      | 0    | 1      | 0      | 1      |
| 8.    | Griechenland | 0    | 1      | 0      | 1      |
| 10.   | Niederlande  | 0    | 0      | 1      | 1      |
| 10.   | Türkei       | 0    | 0      | 1      | 1      |

### Rekorde
- Höchstgeschwindigkeit
  - Altenberg:
    - Einer-Wok: 81,80 km/h (Georg Hackl, 2008)
    - Vierer-Wok: 86,56 km/h

  - Innsbruck:
    - Einer-Wok: 91,70 km/h (Georg Hackl, 2007)
    - Vierer-Wok: 97,00 km/h (FRoSTA, 2006)

  - Winterberg:
    - Einer-Wok: 105,40 km/h (Georg Hackl, 2009)
    - Vierer-Wok: 114,57 km/h (Kümmerling, 2009)

  - Oberhof:
    - Einer-Wok: 81,10 km/h (Joey Kelly, 2013)
    - Vierer-Wok: 89,10 km/h (Loox, 2013)

  - Königssee:
    - Einer-Wok: 94,20 km/h (Joey Kelly, 2014)
    - Vierer-Wok: 97,20 km/h (mister*lady/DDR, 2014)
- Streckenrekorde
  - Altenberg:
    - Einer-Wok:
    - Vierer-Wok: 63,219 Sekunden (FRoSTA, 2008)

  - Innsbruck:
    - Einer-Wok: 54,840 Sekunden (Georg Hackl, 2007)
    - Vierer-Wok: 52,527 Sekunden (Fisherman′s Friend, 2006)

  - Winterberg:
    - Einer-Wok: 47,621 Sekunden (Georg Hackl, 2005)
    - Vierer-Wok: 57,117 Sekunden (TV total, 2005)

  - Oberhof:
    - Einer-Wok: 56,598 Sekunden (Georg Hackl, 2013)
    - Vierer-Wok: 52,586 Sekunden (TV total, 2013)

  - Königssee:
    - Einer-Wok: 57,116 Sekunden (Joey Kelly, 2014)
    - Vierer-Wok: 59,636 Sekunden (TV total/Deutschland 1, 2012)

## Schleichwerbungsvorwurf
Nach der Weltmeisterschaft 2007 kritisierte die Medienaufsicht der Landesmedienanstalten Schleichwerbung während der Veranstaltung. Während ProSieben argumentierte, dass die auf den Anzügen der Sportler, den Renngeräten und der Rennstrecke angebrachten Firmenlogos die allgemein übliche Banden- und Trikotwerbung sei, sah die Medienaufsicht eine unzulässige Vermischung von Programm und Werbung. Obwohl ProSieben laut eigenen Aussagen kein Geld von den Firmen für die Bandenwerbung erhielt, war die Firma, welche die Werbeflächen vermietete, eine hundertprozentige Tochter von ProSieben. Mitte April 2007 fand diesbezüglich eine Anhörung statt.
Am 11. Dezember 2008 hatte das Verwaltungsgericht Berlin die Klage von ProSieben gegen einen Beanstandungs- und Untersagungsbescheid der Medienanstalt Berlin-Brandenburg (MABB) zurückgewiesen. Demnach sei die ProSiebenSat.1 Media AG für die unzulässige optische und verbale Einbindung von Markennamen verantwortlich. Aus diesem Grund kennzeichnet ProSieben die Wok-WM-Qualifikation sowie die Wok-WM seit 2009 als Dauerwerbesendung. Auch weitere Raab-Produktionen wie das TV total Turmspringen trugen seither den Titel Dauerwerbesendung, während TV total aus Protest bis Ende 2013 als Dauerfernsehsendung gekennzeichnet wurde.